# Potamyia czekanovskii
Potamyia czekanovskii is een schietmot uit de familie Hydropsychidae. De soort komt voor in het Palearctisch gebied.